# Timothy Chorba
Timothy A. Chorba (* 3. September 1946 in Yonkers, New York) ist ein US-amerikanischer Diplomat.

## Karriere
Timothy Chorba war von 1994 bis 1997 als Nachfolger von Ralph L. Boyce Botschafter der Vereinigten Staaten in Singapur. Vor seiner Amtszeit als Botschafter war er Partner bei „Patton Boggs & Blow“ in Washington, D.C.

## Familie
Er hat drei Kinder, von denen zwei jetzt an der Georgetown University studieren.